# Hastings (Floride)
Pour les articles homonymes, voir Hastings.
Hastings est une ville américaine située dans le comté de Saint Johns en Floride.
Selon le recensement de 2010, Hastings compte 580 habitants. La municipalité s'étend sur 1,66 milles carrés (4,3 km2).